# Centre Charlemagne

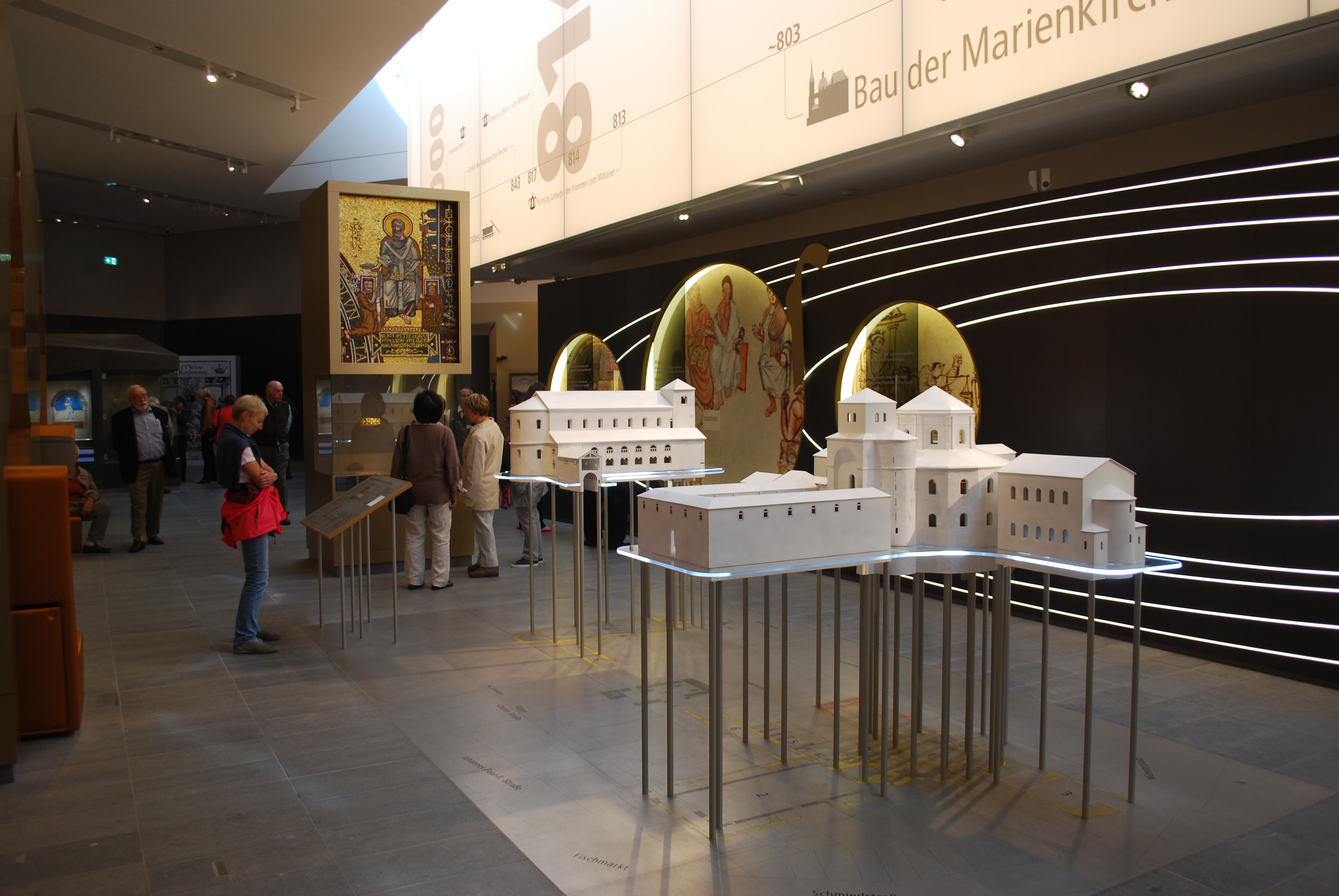
Centre Charlemagne

Het Centre Charlemagne is het stadsmuseum van de Duitse stad Aken. Het museum aan de Katschhof in de historische binnenstad (Altstadt) van Aken werd geopend op 19 juni 2014. De permanente tentoonstelling Geschichte Aachens – Stadt Karls des Großen belicht de geschiedenis van de stad in zeven afdelingen: 'Nederzettingen aan de warmwaterbronnen', 'Stad der kroningen', 'Barok kuuroord', 'De moderne tijden', 'Van frontstad tot Europese stad'. 
Bij het museum start de Route Charlemagne langs acht monumenten in de binnenstad.